# Гиг Јанг
Гиг Јанг, рођен Бајрон Елсворт Бар (Сент Клауд, 4. новембар, 1913 — Њујорк, 19. октобар, 1978) био је амерички глумац, који је добио Оскара за најбољу споредну мушку улогу у филму Коње убијају, зар не?.
Приватан живот му је обележио алкохолизам. Године 1978. је у свом њујоршком стану пронађен мртав заједно са супругом Ким Шмит са ранама од метка и претпоставља се да је супругу био убио, а потом пресудио сам себи.